# سارا لوي
سارا لوي (بالإنجليزية: Sara Lowe) هي سباحة متزامنة أمريكية، ولدت في 30 أبريل 1984 في دالاس في الولايات المتحدة.

## وصلات خارجية
- سارا لوي على موقع الاتحاد الدولي للسباحة (الإنجليزية)
- سارا لوي على موقع أوليمبيديا (الإنجليزية)